# MSC Software
MSC Software (eigene Schreibweise MSC.Software, kurz für MacNeal-Schwendler Corporation) entwickelt CAE-Software für Simulation und virtuelle Produktentwicklung. Das seit 1963 bestehende US-amerikanische Unternehmen wird als eines der zehn ältesten beschrieben (neben u. a. IBM, Microsoft und Apple), die den Markt der Softwareentwicklungs-Unternehmen begründeten. Eigenen Angaben zufolge setzen 900 der 1000 wichtigsten produzierenden Unternehmen der verschiedensten Branchen weltweit (unter anderem Energieversorgung, Luftfahrt und Automobilindustrie) Produkte und Dienstleistungen von MSC.Software ein.

## Geschichte
Das Unternehmen mit Zentrale im kalifornischen Newport Beach wurde 1963 von Dr. Richard MacNeal und Robert Schwendler gegründet. Zu dieser Zeit entwickelte das Unternehmen seine erste Software für strukturelle Analysen: SADSAM (für Structural Analysis by Digital Simulation of Analog Methods). Gleichzeitig arbeitete MSC.Software intensiv mit der Luftfahrtindustrie zusammen, um Technologien für die Finite-Elemente-Methode (FEM) zu verbessern. 1965 entwickelte MSC.Software mit der NASA ein universell einsetzbares FEM-Programm. Dieses Programm wurde bekannt als NASTRAN (Kurzform für Nasa Structural Analysis System) und gilt als der Wegbereiter aller späteren FEM-Programme. Im Laufe seiner Firmengeschichte hat MSC.Software noch viele weitere CAE-Applikationen entwickelt oder gekauft, darunter Patran, Adams, Marc, Dytran, SimDesigner, SimManager, Easy5, Sinda und Fluid Connection. 2017 wurde MSC.Software von dem schwedischen Unternehmen Hexagon gekauft, die Produktlinien werden weiter gepflegt.

## Produkte
Das Produktportfolio von MSC.Software umfasst:
- Lineare und nicht-lineare Finite-Elemente-Analysen
- Mehrkörpersimulation
- CAD-integrierte Simulationswerkzeuge
- Daten- und Prozessmanagement sowie zahlreiche weitere Applikationen.

Der Schlüssel für eine effektive und effiziente Produktentwicklung liegt aber nicht allein im Einsatz innovativer Software, Wertschöpfung entsteht vielmehr durch eine nachhaltige Verbesserung der Softwarekommunikation. Der Trend geht weg von einzelnen Simulationstools hin zu einer Gesamtlösung, die unternehmensweit in die Geschäftsprozesse integriert werden kann. MSC.Software hat deshalb die separaten CAE-Tools in einheitliche, multidisziplinäre Solver und Benutzerumgebungen integriert. Mit der Software von MSC sind Ingenieure in der Lage, die Zuverlässigkeit und Realitätsnähe ihrer virtuellen Prototypen zu verbessern und genauere Prognosen für die verschiedensten physikalischen und multidisziplinären Interaktionen zu erstellen.
Die wichtigsten Lösungen von MSC.Software sind:
- MSC Nastran: Solver für Strukturanalysen und Finite-Elemente-Berechnungen in den Bereichen Statik, Dynamik und Akustik
- Adams: Mehrkörpersimulations-Programm für kinematische und kinetische Analysen, das das Bewegungsverhalten von 3-dimensionalen mechanischen Systemen realitätsgetreu simulieren und animiert darstellen kann
- MSC Apex: Einheitliche CAE-Umgebung für die virtuelle Produktentwicklung – MSC Apex bietet innovative Technologien zur Geometrieaufbereitung, zum Beispiel Mittelflächen automatisch erzeugen und verbinden oder Kanten und Flächen interaktiv bewegen. Das beschleunigt den Prozess vom CAD-Modell zum fertigen Netz.
- Digimat: Digitales Materiallabor schließt Lücke zwischen Spritzguss – Strukturmechanik & berücksichtigt herstellungsprozessbedingte Einflüsse in Form von Faserorientierungen
- Actran: Eine Lösung, die alle akustischen und vibroakustischen Phänomene analysieren kann und die akustische Leistung von Produkten verbessert
- Marc: FEM-Programm, das bei nichtlinearen Strukturanalysen bei großen Verformungen von Kunststoffen und hyperelastischen Materialien zum Einsatz kommt
- Simufact: Umform- und Schweißsimulation – große Bandbreite an umformenden und fügenden Prozessen und Spezialverfahren können simuliert werden
- Dytran: FV-Lösung für die Analyse komplexen, nichtlinearen Verhaltens, zu dem eine permanente Deformation von Materialeigenschaften oder Fluid-Struktur-Kopplung gehören
- Patran: Pre und Postprocessing-Programm für Modellierung sowie Geometrieerzeugung und -bearbeitung
- SimManager: Webbasiertes, hardwareunabhängiges System zur Verwaltung und Automatisierung von Simulationsdaten und -prozessen
- SimXpert: Benutzerumgebung für CAE-Experten, um alle Phasen des Simulationsprozesses in einer integrierten, multidisziplinären Arbeitsumgebung durchzuführen und zu automatisieren
- SimDesigner: CAD-integrierte Simulationslösung, die Konstrukteuren effizienten Zugriff auf eine große Auswahl an integrierten Simulationswerkzeugen zur Verfügung stellt

## Geschäftsfelder
MSC.Software-Lösungen werden hauptsächlich in der Luft- und Raumfahrt sowie Automobil- und Fertigungsindustrie eingesetzt. Die Software findet aber auch immer mehr Anwendung in Werkzeugmaschinenbau, Transportwesen, (Bio)-Medizin, Telekommunikations-, Elektronik- und Konsumgüterindustrie sowie in Universitäten und anderen Ausbildungseinrichtungen.